# Rape-aXe

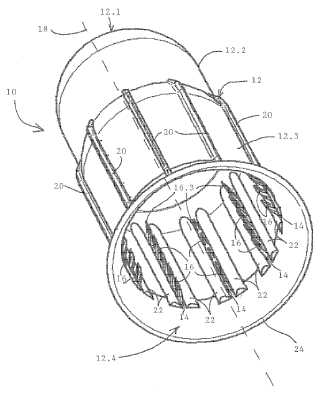
Patentzeichnung

Rape-aXe, auch Rapex, ist eine Variante des Femidomkonzeptes, die im Jahr 2005 von der Südafrikanerin Sonette Ehlers entwickelt und erstmals vorgestellt wurde. Es soll der Abwehr von Vergewaltigungen und der Verhütung vor Schwangerschaft und Geschlechtskrankheiten bei einer Vergewaltigung dienen.

## Anwendung
Rape-aXe wird wie ein Tampon in die Vagina eingeführt, wo es nach Angaben der Erfinderin auch bis zu 24 Stunden lang verweilen kann. Beim Vaginalverkehr bohren sich kleine Widerhaken in den Penis und verursachen beim Mann starke Schmerzen. Die Entfernung der Widerhaken kann nur durch eine medizinische Fachkraft erfolgen. Damit soll bei einer Vergewaltigung zusätzlich die Identifizierung des Täters erleichtert werden. Außerdem schützt Rape-aXe – wie andere Femidome – vor Schwangerschaft und Geschlechtskrankheiten wie etwa einer HIV-Infektion. Die Erfinderin von Rape-aXe wurde eigenen Angaben zufolge durch ein im Hosenreißverschluss eingeklemmtes männliches Glied inspiriert.

## Hintergrund
Südafrika weist die höchste Rate an Vergewaltigungen in der Welt auf. Rund 52.000 Fälle werden jedes Jahr registriert (Stand 2005). Die Dunkelziffer wird von Menschenrechtsorganisationen um ein Vielfaches höher eingeschätzt, teils 1,5 Millionen pro Jahr.
Eine ähnliche Erfindung hat der Südafrikaner Jaap Haumann aus Clocolan gemacht. Nach einem Artikel aus dem Jahr 2000 soll diese Erfindung dem Vergewaltiger weit gefährlichere Verletzungen zufügen als Rape-aXe.
Die Patentveröffentlichung erfolgte zum 29. Oktober 2008 mit den Nummern ZA200702952 und WO2006029420 und dem Titel Rape victim protector and rapist identifier. Als Patentinhaberin und Erfinderin ist „Ehlers Sonette Elizabeth“ eingetragen. In den Zeichnungen zum Patent wird die Bauweise und Funktion der zweireihig eingebetteten Widerhaken, die durch die Penetration freiwerden und sich haifischzahnförmig nach innen gerichtet aufstellen, dargestellt. Die detaillierte Funktionsweise, der Unterschied zu ähnlichen Patenten sowie die Option, den Vergewaltiger durch einen Mikrochip zu kennzeichnen, wird im Text zur Patentschrift ausführlich beschrieben.

## Markteinführung
Ehlers arbeitet nach eigenen Angaben seit circa 1970 am Patent für Rape-aXe.
Die Markteinführung des Produktes hat sich wiederholt verzögert. Nach Angaben der ersten offiziellen Website sollte die Massenproduktion im zweiten Halbjahr 2006 beginnen. Aufgrund eines markenrechtlichen Konfliktes wurde der Produktname nunmehr von Rapex geändert in Rape-aXe. Mitte 2009 war die Funktionalität des Konzepts noch immer nicht in der Praxis getestet worden. Im Vorfeld der Fußball-Weltmeisterschaft 2010 wurden 30.000 Einheiten von Rape-aXe gratis in Südafrika verteilt. Auch 2016 war das Produkt noch nicht auf dem Markt erhältlich. In der Folge sollte es mittels einer Crowdfunding-Kampagne Ende 2017 in Südafrika eingeführt werden, bis August 2023 wurden dafür allerdings lediglich 50.000 US-$ der benötigten 310.000 US-$ gesammelt.

## Kritik
Einige Kritiker befürchten, dass der Einsatz von Rape-aXe das Risiko für Vergewaltigungsopfer erhöht, zusätzlichen Verletzungen ausgesetzt zu sein oder getötet zu werden. Nach einer Darstellung der taz können durch Rape-aXe sexueller Übergriffe nicht verhindert werden, „aber vermutlich dafür sorgen, dass Vergewaltiger nicht zu Wiederholungstätern werden“.

„Der Schutz ist gleichzeitig kein realer Schutz, da er sexualisierte Gewalt nicht verhindern kann. Ob sich im schlimmsten Fall die Frau versehentlich bei Einsatz oder Entfernung des Pessars selbst verletzen kann, können wir medizinisch nicht einschätzen.“

Andererseits ist zu befürchten, dass manche Frauen vergessen, Rapex vor einem einvernehmlichen Vaginalverkehr zu entfernen, so wie manche auch die tägliche Einnahme der Pille vergessen. Rechenbeispiel: Würde in einer Großstadt die Hälfte der Frauen Rapex verwenden und vor jedem tausendsten Vaginalverkehr die Entfernung vergessen, bedeutet dies dort jeden Tag mehrere Patienten mit Penisverletzungen. Die Frau wäre wegen fahrlässiger Körperverletzung strafbar.